# ترزه مالفاتی

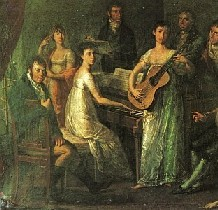
تِرِزه مالفاتی، در حدود ۱۸۱۰، نشسته در پشتِ پیانو. خانواده‌اش گرداگردِ او حضور دارند.

بارونِس تِرِزه فون دروسدیک (به آلمانی: Baronin Therese von Droßdik)، با نام اصلیِ تِرِزه مالفاتی (آلمانی: Therese Malfatti) (زادهٔ ۱ ژانویهٔ ۱۷۹۲ – درگذشتهٔ ۲۷ آوریل ۱۸۵۷) موسیقی‌دان، نوازندهٔ پیانو، و آهنگساز اهل اتریش با تبارِ ایتالیایی بود.
او از دوستان نزدیکِ لودویگ فان بتهوون بود، و احتمال می‌رود که بتهوون اثر معروف برای الیزه را به خاطر او تصنیف کرده باشد.
ترزه دختر تاجری ثروتمند به نام یاکوب فریدریش مالفاتی (به آلمانی: Yacob Friedrich Malfatti؛ ۱۷۶۹–۱۸۲۹) بود.